# USS Alamogordo (ARDM-2)
L' USS Alamogordo (ARD-26/ARDM-2), était à l'origine un quai de réparation auxiliaire, un type de cale sèche flottante auxiliaire non automotrice de l'US Navy à la fin de la Seconde guerre mondiale,.

## Historique
Construite en 1943 par la Pacific Bridge Company (en) à Alameda en Californie, 'ARD-26 a été mise en service le juin  1944, et a terminé son équipement à Oakland et sa formation à Tiburon, en Californie, entre la mi-juin et la fin août. Le 3 septembre, elle est prise en remorque pour le voyage vers l'océan pacifique. En route vers les îles Mariannes, la cale sèche fait des escales de dix et sept jours respectivement à Pearl Harbor et à l'atoll d'Eniwetok. 

### Service dans le Pacifique
Elle est arrivée à Guam le 24 octobre et s'est présentée au service avec le Service Squadron (en) 11 (ServRon 11). Peu de temps après, cependant, elle a été affectée temporairement à ServRon 10.
Au cours de ses plus de huit mois à la base navale de Guam, ARD-26 a réparé des navires de guerre endommagés lors des campagnes de la bataille de  Leyte, bataille de Luçon et bataille d'Okinawa. Lors de l'exécution de cette mission, elle a rendu compte à plusieurs entités organisationnelles différentes, notamment ServRon 12, ServRon 10 et base navale de Guam. Au cours de la deuxième semaine de juillet 1945, la cale sèche flottante a été remorquée jusqu'à l'Archipel Ryūkyū où elle a transporté du matériel entre divers endroits autour d'Okinawa et a amarré des navires de guerre pour des réparations. Son devoir à Okinawa a duré jusqu'à la mi-août, date à laquelle elle est retournée aux îles Mariannes. ARD-26 a repris ses fonctions de réparation à Guam le 22 août 1945 et est resté ainsi employé pendant les 17 années suivantes. Dans la dernière partie de 1962, la cale sèche a été remorquée jusqu'à la côte ouest des États-Unis. Elle a été mise hors service en octobre 1962 et a été amarrée avec la flotte de réserve du Pacifique à San Diego.

### Reconversion
ARD-26 n'est pas resté longtemps inactif. Remorquée sur la côte est en 1964, elle a été convertie en cale sèche auxiliaire moyenne à Baltimore dans le Maryland par la Bethlehem Steel Corp. ARD-26 a été renommée Alamogordo (ARDM-2) le 22 mars 1965. Elle a été remise en service le 3 août 1965. Alamogordo s'est ensuite déplacée vers le sud à Charleston, en Caroline du Sud, où elle est devenue une unité de soutien pour l'escadron de sous-marins 18 (SubRon 18). Elle a continué à fournir des services de réparation aux bateaux de SubRon 18 à Charleston pendant plus de deux décennies.
Après avoir été mis hors service, Alamogordo a été désarmé à Fort Eustis, en Virginie, dans la division James River de la flotte de réserve de la Défense nationale. Elle a été rayée du Naval Vessel Register le 23 novembre 1993. Le 18 décembre 2000, l'ex-Alamogordo a été transféré en Équateur dans le cadre du programme d'assistance à la sécurité et a pris le nom de BAE Rio Orellana (DF-83)

## Liste de la classe ARDM-1
| Nom            | N° coque | Statut                            | Note  |
| -------------- | -------- | --------------------------------- | ----- |
| USS Oak Ridge  | ARDM-1   | Hors service                      | [ 3 ] |
| USS Alamogordo | ARDM-2   | BAE Rio Orellana (DF-83) Équateur | [ 4 ] |
| USS Endurance  | ARDM-3   | Hors service                      | [ 5 ] |
| Shippingport   | ARDM-4   | En service                        | [ 6 ] |
| Arco           | ARDM-5   | En service                        | [ 7 ] |

## Décoration
- American Campaign Medal
- 1 Asiatic-Pacific Campaign Medal
- World War II Victory Medal

### Liens connexes
- Liste des navires auxiliaires de l'United States Navy
- Théâtre du Pacifique de la Seconde Guerre mondiale